# Cellach mac Fáelchair
Cellach mac Fáelchair (mort en 735) ou Cellach Raigni est un  roi d'Osraige dans l'actuel
comté de Kilkenny. Il est le fils de Fáelchar Ua Máele Ódrain († 693), un souverain précédent.

## Contexte
La dynastie qui règne sur l'Osraige au début de l'époque chrétienne est le Dál Birn. L'année de son accession au trône est inconnue mais le dernier roi mentionné dans les annales avant  Cellach est Cú Cherca mac Fáeláin († 712). Cependant, la Liste de Rois du  Livre de  Leinster nomme d'autres rois entre Cú Cherca et Cellach : Flan mac Congail et Ailill mac Fáeláin. 
À cette époque, l'Osraige faisait partie du royaume de Munster et, au VIIIe siècle, il fut souvent impliqué dans des conflits avec les hommes du Leinster, les Laigin. Le père de Cellach avait été tué en combattant contre le  Leinster. En 735, les hommes du Munster, sous la conduite de leur roi, Cathal mac Finguine († 742), combattent lors de la bataille de Belach Éile contre ceux du  Leinster. De nombreux combattants du Munster périssent dont Cellach. D'après la localisation de la bataille, il est probable que Cellach et les gens d'Osraige étaient les agresseurs et qu'ils tentaient de tirer avantage de la rivalité entre les Uí Dúnlainge et les Uí Cheinnselaigh, deux lignées du Laigin concurrentes à cette époque.

## Postérité
Son fils Dúngal mac Cellaig († 772) devient aussi roi d'Osraige mais le royaume sera ensuite dominé des lignages différents issus de leur ancêtre commun Colmán Mór 

## Sources
- (en) Gearóid Mac Niocaill, Ireland before Vikings, Dublin, Gill & Macmillan, 1972, p. 129 Rulers of Osraige 693-802
- (en) Francis John Byrne, Irish Kings and High-Kings, Dublin, Four Courts Press, 1973 réédition 2001, 341 p. (ISBN 978-1-85182-196-9)